# Matej Sternen

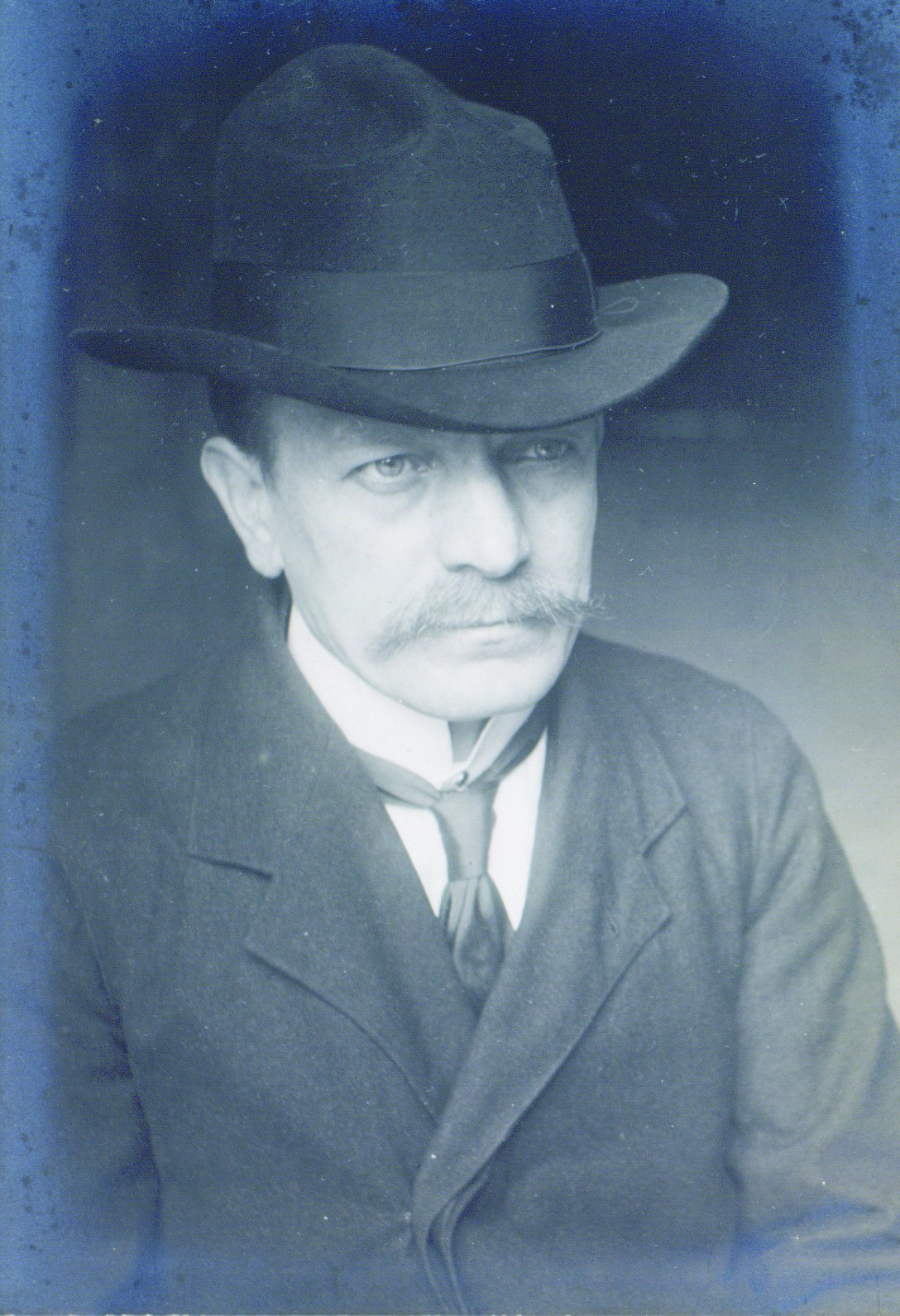
Matej Sternen

Matej Sternen (* 20. September 1870 in Verd bei Vhrnika; † 28. Juni 1949 in Ljubljana) war ein slowenischer Maler und Restaurator. Er zählt zu den bedeutendsten slowenischen Impressionisten.

## Leben

### Studium in Graz und Wien, 1888–1899
Nach dem Besuch der Hauptschule in Krško studierte Sternen von 1888 bis 1891 an der Staatlichen Gewerbeschule in Graz. In Wien besuchte er die Akademie von 1893 bis 1899.

### Studium in München, 1899–1905
In München besuchte Sternen die Privatschule des Anton Ažbe. Ein Foto zeigt ihn im Atelier von Ažbe zusammen mit Nadežda Petrović, Nikolaj Seddeler, Igor Emmanuilowitsch Grabar, Alexej von Jawlensky und weiteren Malerkollegen. Aus seiner Heimat studierten bei Ažbe zur gleichen Zeit auch die Freunde Rihard Jakopič und Matija Jama.
Seit 1902 beschäftigte er sich neben der Ölmalerei auch mit Grafik, der Radierung, der Crayon und der Monotypie.
Seiner modernen und auch umstrittenen Malweise verdankte Ažbe den großen Zustrom von jungen Kunststudenten. Wegen seiner virtuosen Pinseltechnik mit Licht und Schatten, Nass in Nass zu malen – war er hoch angesehen. Sternen und viele andere Ažbe-Schüler haben das Charakteristikum breiter, grafisch-ornamentaler und lichthaltiger Farbzüge in ihr eigenes Werk übernommen. Sehr ausgeprägt findet sich das Ažbe-Malrezept z. B. in Sternens „Mädchenbildnis“ von 1902. Die Gegenstandserscheinung löst sich in diesem Gemälde in einem ästhetischen Spiel von Licht und Farbe auf. Sternen geriet der künstlerische Vortrag so sehr zum Selbstzweck, dass ihm der ehemalige Mitschüler Richard Graef (1879–1945) warnend schrieb, er solle „nicht zu sehr nur impressionistisch, schon ein bissel Motiv malen.“
Einige Ažbe-Schüler wurden seine Nachahmer und blieben ihrem Lehrer in Stil und Technik sogar ein Leben lang treu. Im weiterführenden Vergleich ist bemerkenswert, dass die Malerei Ažbes stilistisch dem Impressionismus von Lovis Corinth und Anders Zorn zugeordnet werden kann.
Es ist auffallend in den Biografien mehrerer Ažbe-Schüler, dass sie urplötzlich von ihrem anfänglich so geliebten Lehrer enttäuscht waren und seine Schule verließen. Andere kehrten in ihre Heimat zurück, blieben Impressionisten und merkten kaum, wie die Zeit an ihnen vorüberging. Wieder andere gingen gleich nach Paris oder experimentierten zunächst allein, um auf unterschiedlichen Wegen zum Expressionismus zu kommen.
Mit Argwohn und Unverständnis wurden deren Fortschritte von einigen ihrer ehemaligen Kollegen beobachtet. Dies geht sehr deutlich aus einem Brief hervor, den Graef 1913 an Sternen schrieb: „Aber kennst Du die Blauen Reiter, Kandinsky, Jawlensky etc., diese Kunsthochstapler? [...] Und es ist doch ein Schwindel. Du mein Gott, Sternen, da sind wir noch so jung und gehören schon zum alten Eisen [...] Was sind wir für altmodische Knöpfe geworden, Sternen? [...] Malen wir nicht immer noch impressionistisch?“
Als Ažbe am 6. August 1905 gestorben war, blieb Sternen zunächst weiterhin in München, um zusammen mit dem deutschen Maler Friedrich von Radler bis 1907 eine Zeichenschule zu leiten.

### Slowenien und Reisen ins Ausland, 1907–1914
1907 zog Sternen nach Slowenien und baute zusammen mit Jakopič in Ljubljana eine Zeichenschule auf. Das Jahr 1909 verbrachte er nach einer Reise durch Italien in Paris. Ab 1910 lebte er für zwei Jahre in Duino. Den dortigen Aufenthalt unterbrach er für Reisen durch Kärnten und Steiermark. Weitere Reisen führten ihn wiederholt nach München und Wien.

### Im Ersten Weltkrieg
Zwischen 1914 und 1918 arbeitete er als Kriegszeichner, Fotograf und Restaurator in verschiedenen Orten in Oberösterreich.

### Nach dem Ersten Weltkrieg
Nach dem Ersten Weltkrieg ging Sternen wieder nach Ljubljana. Er wurde u. a. Zeichenlehrer in der Architekturabteilung der Universität Ljubljana. Ab 1924 unterhielt er eine Mal- und Restauratorenschule. Seine bekannteste restauratorische Arbeit in Ljubljana ist die Wiederherstellung der Fresken in der barocken Franziskanerkirche, die durch ein Erdbeben zerstört worden waren.
Sternen malte vorwiegend in Öl (Akte, Bildnisse, Genrebilder, Landschaften, seltener Stillleben). Zu seinem Nachlass gehören rund 1300 Zeichnungen.
Nachdem Sternen am 28. Juni 1949 gestorben war, wurde er auf dem Zentralfriedhof Žale begraben.